# Macrotrachela armillata
Macrotrachela armillata is een raderdiertjessoort uit de familie Philodinidae. De wetenschappelijke naam van deze soort is voor het eerst geldig gepubliceerd in 1911 door Murray.